# Egri bikavér

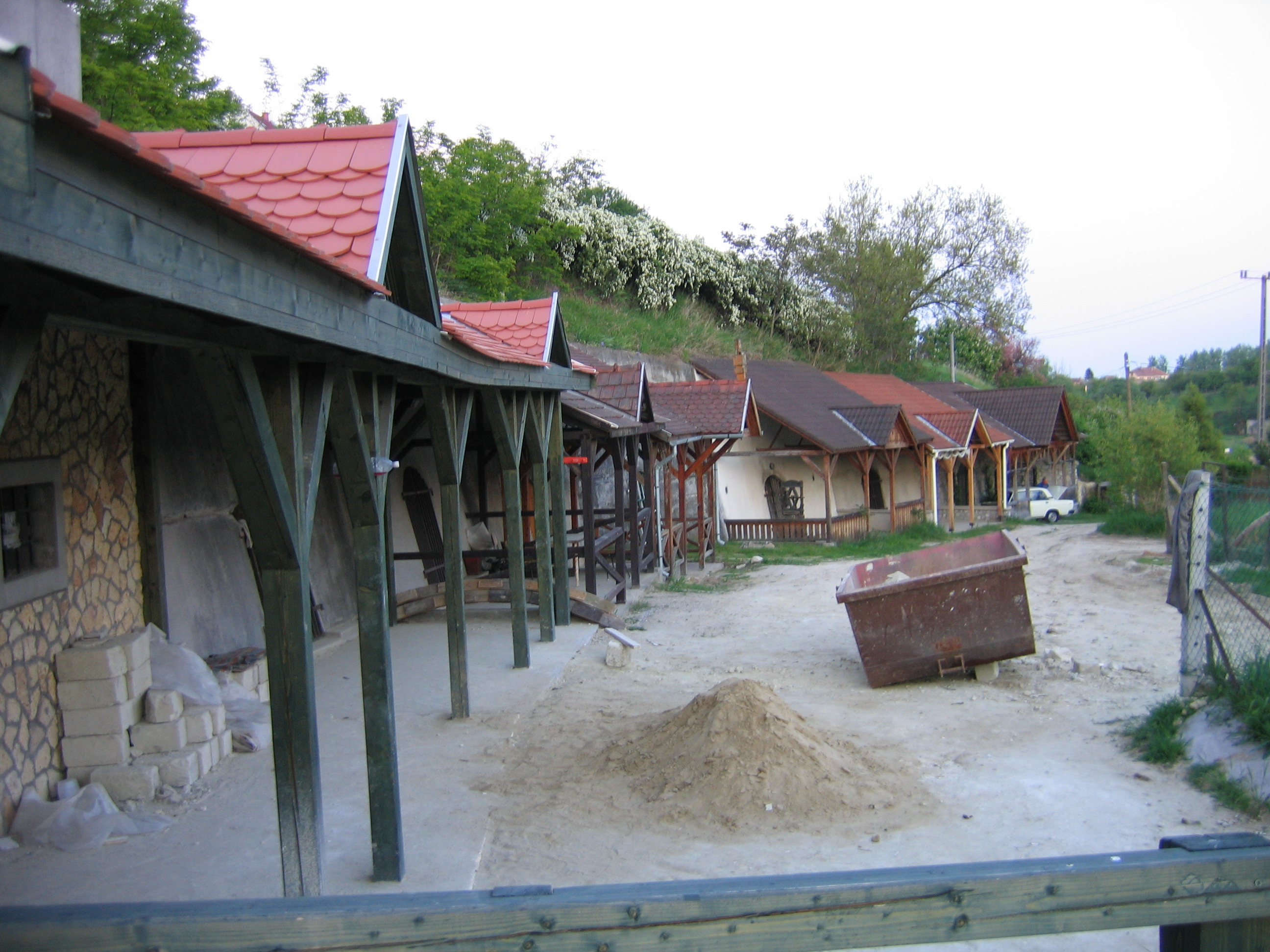
Piwniczki winiarskie w Dolinie Pięknej Pani w Egerze

Egri bikavér („egerska bycza krew”) – czerwone wieloodmianowe wino węgierskie z Egeru.

## Wino
Wino ma przeważnie charakter półwytrawny lub wytrawny, jest ciemnoczerwone, dość mocne i z wyczuwalnymi taninami. Do lat 80. XX wieku podstawą była odmiana kadarka, która z czasem ustąpiła miejsca szczepowi kékfrankos. W skład wina wchodzą także inne odmiany, np. zweigelt, cabernet sauvignon, cabernet franc, pinot noir, merlot, menoire (kékmedoc, medoc noir), blauburger, syrah i portugieser. Drugi rodzaj oficjalnie uznanej Byczej Krwi (oznaczany jako bikavér, bez Egri) produkowany jest na południu Węgier w Szekszárdzie (szekszárdi bikavér), gdzie zamiast kékfrankos nadal używana jest kadarka.

## Pochodzenie nazwy
Według jednej z legend István Dobó, kapitan zamku w Egerze, w czasie obrony twierdzy przed Turkami w 1552 r. zezwolił obrońcom na picie takiego wina dla podniesienia morale. Inna wersja mówi, że tradycja picia tego wina dała siłę załodze do wielomiesięcznej obrony. Turcy (nie pijący wina jako muzułmanie) wpadli w panikę, gdy dowiedzieli się, że załoga zamku pije przed bitwą byczą krew i zobaczyli "zakrwawione" brody węgierskich żołnierzy. W ten sposób, według legendy, Egri Bikavér przyczyniło się do zwycięstwa obrońców Egeru. Według innej wersji nazwę „Bycza Krew” wymyślili Turcy, obchodząc w ten sposób obowiązujący ich jako muzułmanów zakaz picia alkoholu.
Nazwa Egri bikavér jest zastrzeżona, a wina aprobowane przez państwową komisję są oznaczone banderolą.
Przykładami innych win egerskich są jednoodmianowe: egri kadarka (z winogron kadarka), egri leányka, egerszóláti olaszrizling i debrői hárslevelű.